# Pets 2
Pets 2 (Originaltitel: The Secret Life of Pets 2) ist ein Computeranimationsfilm von Illumination Entertainment aus dem Jahr 2019 und vertrieben von Universal Pictures. Die Fortsetzung des Films Pets entstand unter der Regie von Chris Renaud und Jonathan del Val.
Der Film lief am 24. Mai 2019 im Vereinigten Königreich und Irland an, in Deutschland am 27. Juni 2019.

## Handlung
Max’ und Dukes Besitzerin Katie heiratet Chuck und bekommt später ein Baby. Max kann zunächst mit dem kleinen Liam nicht viel anfangen, aber bald akzeptiert er ihn als Familienmitglied. Nachdem Max krank wird und einen Juckreiz verspürt, muss er einen Schutzkragen tragen. Kurz darauf unternimmt die Familie einen Ausflug aufs Land.
Als sie den Bauernhof erreichen, lernen sie dort den Welsh Sheepdog Rooster kennen. Nach einem Vorfall mit den Schafen des Hofes nimmt Rooster Max mit auf die Suche nach den verschwundenen Tieren. Mit der Unterstützung von Rooster kann Max die Tiere zurückholen.
Vor dem Ausflug hatte Max sein Lieblingsspielzeug, die Busy Bee, seiner Freundin Gidget überlassen. Gidget verliert das Spielzeug allerdings und es gelangt in die Wohnung einer alten Dame, die zahlreiche Katzen beherbergt. Nachdem Gidget von Chloe trainiert wird, sich wie eine Katze zu benehmen, kann sie die Wohnung betreten und die Busy Bee zurückholen.
Chloe und Snowball lernen unterdessen die Shih Tzu Daisy kennen, welche die Unterstützung von Captain Snowball benötigt, um den Tiger Hu zu retten, der in einem Zirkus gefangen gehalten wird. Nach Auseinandersetzungen mit einem Wolfsrudel können sie Hu befreien und in die Wohnung von Pops bringen. Dieser ist zunächst wenig davon begeistert, den Tiger bei sich unterzubringen. Nachdem er versehentlich die halbe Wohnung zerstört, muss er vorübergehend in Katies Wohnung gebracht werden. Als Katie mit ihrer Familie sowie Max und Duke vom Bauernhof zurückkehrt, wird Hu vom Zirkusbetreiber erneut gefangen genommen. Mit Unterstützung von Snowball, Max, Gidget und dem Meerschweinchen Norman können Daisy und Hu wieder befreit werden.

## Synchronisation
| Rolle    | Englischer Sprecher | Deutscher Sprecher         | Spezies/Rasse                             |
| -------- | ------------------- | -------------------------- | ----------------------------------------- |
| Max      | Patton Oswalt       | Jan Josef Liefers          | Jack Russell Terrier                      |
| Snowball | Kevin Hart          | Fahri Yardım               | Kaninchen                                 |
| Rooster  | Harrison Ford       | Wolfgang Pampel            | Welsh Sheepdog                            |
| Duke     | Eric Stonestreet    | Dietmar Bär                | Mischlingshund (ähnelt Neufundländer-Mix) |
| Gidget   | Jenny Slate         | Jella Haase                | Deutscher Spitz                           |
| Daisy    | Tiffany Haddish     | Senna Gammour              | Shih Tzu                                  |
| Chloe    | Lake Bell           | Martina Hill               | Hauskatze                                 |
| Pops     | Dana Carvey         | Dieter Hallervorden        | Basset Hound                              |
| Mel      | Bobby Moynihan      | Mario Barth                | Mops                                      |
| Buddy    | Hannibal Buress     | Frederick Lau              | Dackel                                    |
| Norman   | Chris Renaud        | Florian „LeFloid“ Diedrich | Hausmeerschweinchen                       |
| Katie    | Ellie Kemper        | Stefanie Heinzmann         | Mensch                                    |
| Chuck    | Pete Holmes         | Tobias Nath                | Mensch, Katies Mann                       |
| Liam     | Henry Lynch         | Carl Winston Anand Reimann | Mensch, Katies und Chucks Sohn            |
| Sergei   | Nick Kroll          | Martin Kautz               | Mensch                                    |

## Rezeption

### Kritiken
Auf Rotten Tomatoes hält er eine Bewertung von 57 %, basierend auf 115 Kritiken und einer Durchschnittsbewertung von 5,7/10. Das Fazit der Seite war, dass der Film „seinen animierten Stars nicht unbedingt neue erzählerische Tricks beibringe, aber Fans des Originals sollten durch das lustige, energiegeladene Sequel durchaus zufriedengestellt werden.“

### Auszeichnungen
Annie Awards 2020
- Nominierung für die Beste Synchronarbeit – Spielfilm (Jenny Slate)
- Nominierung für den Besten Schnitt – Spielfilm (Tiffany Hillkurtz)[4]

Nickelodeon Kids’ Choice Awards 2020
- Nominierung als Bester Animationsfilm
- Nominierung als Beste Synchronsprecherin in einem Animationsfilm (Tiffany Haddish, gemeinsam mit The LEGO Movie 2)
- Nominierung als Bester Synchronsprecher in einem Animationsfilm (Kevin Hart)[5]